# Závěť Adolfa Hitlera

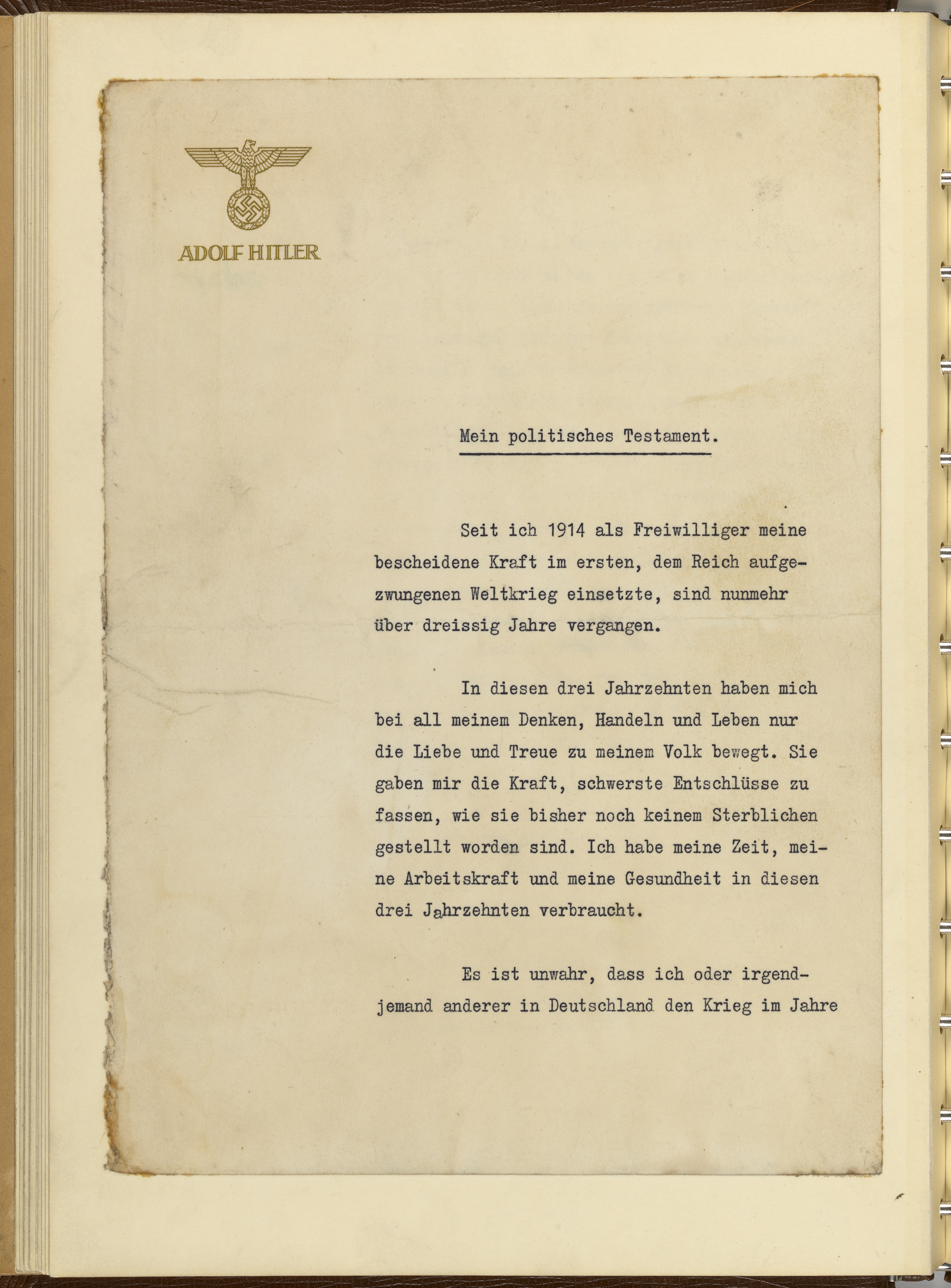
První strana závěti

Hitlerova závěť je dokument, který nadiktoval Adolf Hitler 29. dubna 1945 v bunkru pod Říšským kancléřstvím v Berlíně den před svou sebevraždou. Skládá se ze dvou částí: osobní závěti a politické závěti. Dokument byl sepsán v závěru druhé světové války, kdy byla nacistická Třetí říše na pokraji porážky, a odráží Hitlerovy poslední ideologické postoje, obhajobu nacismu a pokyny pro budoucnost.

## Pozadí vzniku
Závěť vznikla v kritickém okamžiku, kdy Rudá armáda obléhala Berlín a nacistické Německo bylo na pokraji kapitulace. Hitler, uzavřený ve Führerbunkru, byl podle svědectví svého okolí ve stavu fyzického i psychického vyčerpání. Sepsání závěti bylo reakcí na blížící se konec Třetí říše a jeho rozhodnutí spáchat sebevraždu spolu s Evou Braunovou, kterou si den před smrtí vzal za ženu. Dokument měl zajistit pokračování nacistické ideologie a jmenovat nástupce, i když jeho praktický dopad byl zanedbatelný kvůli rychlé kapitulaci Německa 7.–8. května 1945.

## Osobní závěť
V osobní části Hitler vyjádřil přání oženit se s Evou Braunovou, která s ním sdílela osud v Berlíně. Ustanovil, že jeho majetek připadne Národně socialistické německé dělnické straně (NSDAP) nebo státu, a vyjádřil touhu, aby jeho sbírka obrazů byla použita pro galerii v Linci. Jmenoval Martina Bormanna vykonavatelem závěti a nařídil, aby jeho tělo bylo po smrti spáleno, aby nepadlo do rukou nepřátel.
Znění osobní závěti: (Diktováno 29. dubna 1945, 4:00 ráno)
Ačkoli jsem během let národního socialismu považoval za nemožné uzavřít manželství, nyní, před koncem svého života, jsem se rozhodl vzít si za ženu tu, která po mnoha letech věrné přátelské podpory přijela do obléhaného Berlína, aby sdílela můj osud. Na její vlastní přání zemře se mnou jako má žena. To nám nahradí to, co jsme oba ztratili kvůli mé službě německému národu.
Veškerý můj majetek, pokud má nějakou hodnotu, patří Straně (Národně socialistické německé dělnické straně), a pokud Strana již neexistuje, pak Státu. Pokud Stát také zanikne, není třeba vydávat další pokyny.
Obrazy, které jsem zakoupil v průběhu let, jsem nikdy neshromažďoval pro osobní účely, ale vždy pro zřízení galerie v mém rodném městě Linci na Dunaji. Je mým nejupřímnějším přáním, aby tento odkaz byl splněn.
Jmenuji svého nejoddanějšího stranického soudruha Martina Bormanna vykonavatelem této závěti. Má plnou právní pravomoc činit všechna rozhodnutí. Je mu dovoleno vzít cokoli, co má osobní hodnotu jako suvenýr nebo co je nutné k zajištění skromného života pro mou matku, bratry a sestry, a také pro věrné členy mé domácnosti, zejména pro matku mé ženy a mé věrné spolupracovníky, jako jsou moje bývalé sekretářky, paní Winterová a další, kteří mě mnoho let podporovali svou prací.
Já a má žena si volíme smrt, abychom unikli hanbě porážky nebo kapitulace. Je naším přáním, aby naše těla byla okamžitě spálena na místě, kde jsem vykonával většinu své denní práce během dvanácti let služby německému národu.
Podpis: Adolf Hitler
Svědci: Martin Bormann, Joseph Goebbels, Nikolaus von Below

## Politická závěť
Politická závěť rekapituluje Hitlerovy ideologické názory, obviňuje Židy z rozpoutání druhé světové války a obhajuje nacistickou politiku. Hitler vyloučil Hermanna Göringa a Heinricha Himmlera ze strany kvůli jejich pokusům o jednání s nepřítelem a jmenoval novou vládu pod vedením velkoadmirála Karla Dönitze jako prezidenta a Josepha Goebbelse jako kancléře. Vyzval k pokračování boje proti „mezinárodnímu Židovstvu“ a k dodržování rasových zákonů.
Znění politické závěti: (Diktováno 29. dubna 1945, 4:00 ráno)
Více než třicet let uplynulo od doby, kdy jsem v roce 1914 přispěl svým skromným dílem jako dobrovolník v první světové válce, která byla vnucena Říši. Během těchto tří desetiletí jsem ve všech svých myšlenkách, činech a životě vedl pouze lásku a věrnost k německému národu. Dal mi sílu činit nejtěžší rozhodnutí, jaká kdy člověk musel učinit. V těchto třech desetiletích jsem vynaložil svůj čas, svou práci a své zdraví.
Není pravda, že jsem já nebo někdo jiný v Německu chtěl válku v roce 1939. Byla chtěna a vyprovokována výhradně mezinárodními státníky židovského původu nebo těmi, kdo pracovali pro židovské zájmy. Vědomě jsem předložil tolik návrhů na omezení a kontrolu zbrojení, které nelze nikdy zapomenout, že odpovědnost za vypuknutí této války spočívá na těchto mezinárodních silách. Nikdy jsem si nepřál, aby po první strašlivé světové válce přišla druhá proti Anglii nebo dokonce Americe. Staletí přejdou, ale z ruin našich měst a památek povstane nenávist vůči těm, kdo jsou skutečně odpovědní, mezinárodnímu Židovstvu a jeho pomocníkům.
Jen tři dny před vypuknutím německo-polské války jsem ještě navrhl britskému velvyslanci v Berlíně řešení německo-polského problému – podobné tomu v případě Sárska, pod mezinárodní kontrolou. Tato nabídka také nemůže být popřena. Byla odmítnuta pouze proto, že vládnoucí kruhy v Anglii chtěly válku, částečně z obchodních důvodů, částečně proto, že byly ovlivněny propagandou organizovanou mezinárodním Židovstvem.
Nechal jsem také jasně najevo, že pokud národy Evropy budou opět považovány za pouhé akcie v rukou těchto mezinárodních spiklenců v oblasti peněz a financí, pak rasa, která je skutečným viníkem této vražedné války, bude volána k odpovědnosti – Židovstvo! Jasně jsem prohlásil, že tentokrát nebudou miliony evropských dětí árijských národů zbytečně umírat hladem, nebudou miliony dospělých mužů zabity a nebudou stovky tisíc žen a dětí spáleny nebo rozbombardovány ve městech, aniž by skutečný viník musel pykat za svou vinu, i když humánnějšími prostředky.
Po šesti letech války, která navzdory všem nezdarům vstoupí do historie jako nejglorióznější a nejhrdinštější projev vůle národa k životu, nemohu opustit město, které je hlavním městem Říše. Protože síly jsou příliš malé na to, aby odolaly nepřátelskému útoku, a náš vlastní odpor je oslabován lidmi, kteří jsou zmatení nebo postrádají víru, přeji si zůstat v tomto městě a podělit se o osud milionů dalších. Navíc si nepřeji padnout do rukou nepřátel, kteří by potřebovali novou podívanou, organizovanou Židy, pro pobavení svých hysterických mas.
Rozhodl jsem se tedy zůstat v Berlíně a zvolit si dobrovolnou smrt ve chvíli, kdy věřím, že pozice Führera a kancléře již nemůže být zastávána. Umírám s radostným srdcem, vědom si nesmírných činů a úspěchů našich vojáků na frontě, našich žen doma, úspěchů našich zemědělců a dělníků a jedinečné práce naší mládeže, která nеsе mé jméno.
Že jim ze srdce děkuji, je stejně samozřejmé jako mé přání, aby neopustili boj, ale pokračovali v boji proti nepřátelům Vlasti, bez ohledu na to, jak beznadějná je situace, věrni zásadám velkého Clausewitze. Z oběti našich vojáků a z mé vlastní jednoty s nimi až do smrti povstane v každém případě semeno jasnější budoucnosti pro německý národ a znovuoživení národního socialistického hnutí.
Mnoho nejodvážnějších mužů a žen se rozhodlo spojit svůj život s mým až do konce. Prosím je a nařizuji jim, aby to nedělali, ale aby pokračovali v boji za národ. Žádám velitele armády, námořnictva a letectva, aby všemi možnými prostředky posílili ducha odporu našich vojáků v národně socialistickém smyslu, s osobitým důrazem na to, že já sám, jako zakladatel a tvůrce tohoto hnutí, dávám přednost smrti před zbabělou abdikací nebo dokonce kapitulací.
Ať se jednou stane ctí německého důstojníka, jak je tomu již nyní u našeho námořnictva, že kapitulace města nebo dokonce celé země je nemyslitelná, a především, že vůdci sami musí pochodovat vpřed jako zářný příklad věrnosti svému poslání až do smrti.
Před svou smrtí vylučuji bývalého říšského maršála Hermanna Göringa ze Strany a zbavuji ho všech práv, která mu byla udělena dříve vydanými dekrety, zejména dekretem z 29. června 1941. Na jeho místo jmenuji velkoadmirála Dönitze prezidentem Říše a vrchním velitelem ozbrojených sil.
Před svou smrtí vylučuji bývalého říšského vůdce SS a ministra vnitra Heinricha Himmlera ze Strany a zbavuji ho všech státních funkcí. Na jeho místo jmenuji Gauleitera Hankeho říšským vůdcem SS a šéfem německé policie a Gauleitera Paula Gieslera ministrem vnitra.
Göring a Himmler, zcela nezávisle na mně, vedli tajná jednání s nepřítelem a pokusili se nelegálně převzít moc ve Státě, čímž způsobili nenapravitelné zlo národu a celé Říši a také nevýslovnou hanbu.
Aby německý národ měl vládu složenou z čestných mužů, kteří budou plnit svou povinnost pokračovat ve válce všemi prostředky, jmenuji jako vůdce národa následující členy nové vlády:
- Prezident Říše: Dönitz
- Říšský kancléř: Dr. Goebbels
- Ministr Strany: Bormann
- Ministr zahraničí: Seyss-Inquart
- Ministr vnitra: Gauleiter Giesler
- Ministr války: Dönitz
- Vrchní velitel armády: Schörner
- Vrchní velitel námořnictva: Dönitz
- Vrchní velitel letectva: Greim
- Říšský vůdce SS a šéf policie: Hanke
- Ministr hospodářství: Funk
- Ministr zemědělství: Backe
- Ministr spravedlnosti: Thierack
- Ministr kultury: Dr. Scheel
- Ministr propagandy: Dr. Naumann
- Ministr financí: Schwerin von Krosigk
- Ministr práce: Dr. Hupfauer
- Ministr zbrojení: Saur
- Vedoucí německé pracovní fronty a člen vlády: Dr. Ley

Ačkoli někteří z těchto mužů, jako Martin Bormann, Dr. Goebbels a další, spolu se svými ženami, se ke mně připojili z vlastní vůle a za žádných okolností nechtějí opustit hlavní město Říše, ale jsou připraveni zemřít se mnou, musím je požádat, aby poslechli mou žádost a v tomto případě dali zájmy národa nad své vlastní city. Svou prací a věrností jako moji společníci budou po mé smrti stejně blízko mému srdci, jako doufám, že můj duch přebývá mezi nimi a vždy je provází. Ať nejsou ani příliš tvrdí ve svých rozhodnutích, ale ani příliš měkcí, a především ať zajistí, aby cizinci, zejména Židé, neměli podíl na moci v Německu, ať už přímo, nebo prostřednictvím loutek.
Především vyzývám vůdce národa a jejich podřízené, aby pečlivě dodržovali rasové zákony a nemilosrdně odporovali mezinárodnímu jedu veškerého Židovstva.
Tímto dokumentem uzavírám svůj život, který jsem zasvětil německému národu. Nemám žádné lítosti. Pokud byla tato válka prohrána, není to moje vina, ale vina těch, kdo mi bránili v mém úsilí. Mé ideály zůstanou a jednoho dne povstanou z popela.
Podpis: Adolf Hitler
Svědci: Dr. Joseph Goebbels, Martin Bormann, Wilhelm Burgdorf, Hans Krebs

## Historický kontext a význam
Závěť byla sepsána v době, kdy Rudá armáda obléhala Berlín, a je považována za poslední projev Hitlerovy ideologie. Dokument neměl praktický dopad, protože Třetí říše kapitulovala o několik dní později 7.–8. května 1945. Originál závěti byl zabaven spojeneckými silami a je archivován v institucích typu americké Národní archivy nebo německý Bundesarchiv. Závěť je historicky významná jako zdroj pro studium nacistické ideologie a Hitlerova myšlení v závěru války.